# Ромуль (комуна)
Ромуль, Ромулі (рум. Romuli) — комуна у повіті Бистриця-Несеуд в Румунії. До складу комуни входять такі села (дані про населення за 2002 рік):
- Дялул-Штефеніцей (425 осіб)
- Ромуль (1330 осіб) — адміністративний центр комуни

Комуна розташована на відстані 368 км на північ від Бухареста, 46 км на північ від Бистриці, 106 км на північний схід від Клуж-Напоки.

## Населення
За даними перепису населення 2002 року у комуні проживали 1755 осіб.
Національний склад населення комуни:
| Національність | Кількість осіб | Відсоток |
| -------------- | -------------- | -------- |
| румуни         | 1747           | 99,5%    |
| угорці         | 5              | 0,3%     |
| німці          | 2              | 0,1%     |
| українці       | 1              | 0,1%     |

Рідною мовою назвали:
| Мова      | Кількість осіб | Відсоток |
| --------- | -------------- | -------- |
| румунська | 1748           | 99,6%    |
| угорська  | 5              | 0,3%     |
| німецька  | 2              | 0,1%     |

Склад населення комуни за віросповіданням:
| Релігія            | Кількість осіб | Відсоток |
| ------------------ | -------------- | -------- |
| православні        | 1617           | 92,1%    |
| п'ятдесятники      | 86             | 4,9%     |
| адвентисти         | 22             | 1,3%     |
| греко-католики     | 17             | 1,0%     |
| римо-католики      | 7              | 0,4%     |
| не вказали релігію | 6              | 0,3%     |